# Стрельба из лука на Европейских играх 2015

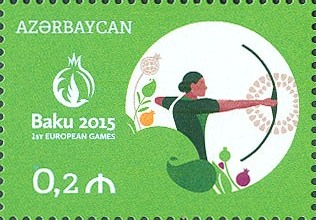
Стрельба из лука на почтовой марке Азербайджана, посвящённой Европейским играм 2015

Соревнования по стрельбе из лука на Европейских играх 2015 пройдут в столице Азербайджана, в городе Баку с 17 по 22 июня. Будут разыграны 5 комплектов наград. Соревнования, на которых примут участие 128 спортсменов (64 мужчины и 64 женщины), пройдут на знаменитом Республиканском стадионе имени Тофика Бахрамова.
Квалификация на соревнования пройдёт в рамках Чемпионата Европы 2014 года, которая пройдёт в июле этого года в Эчмиадзине (Армения) и Гран При, которая пройдёт в марте 2015 года.
В этом виде спорта будут разыграны лицензии на Олимпийские игры 2016[уточнить].

## Медали

### Медальный зачёт
| Место | Страна     | Золото | Серебро | Бронза | Всего |
| ----- | ---------- | ------ | ------- | ------ | ----- |
| 1     | Италия     | 2      | 0       | 0      | 2     |
| 2     | Испания    | 1      | 1       | 1      | 3     |
| 3     | Украина    | 1      | 0       | 2      | 3     |
| 4     | Германия   | 1      | 0       | 0      | 1     |
| 5     | Нидерланды | 0      | 1       | 1      | 2     |
| 5     | Беларусь   | 0      | 1       | 1      | 2     |
| 7     | Дания      | 0      | 1       | 0      | 1     |
| 7     | Грузия     | 0      | 1       | 0      | 1     |

### Медалисты

#### Мужчины
| Дисциплина                | Золото                                                      | Серебро                                                                 | Бронза                                                          |
| ------------------------- | ----------------------------------------------------------- | ----------------------------------------------------------------------- | --------------------------------------------------------------- |
| Индивидуальное первенство | Мигель Альвариньо Испания                                   | Шеф ван ден Берг Нидерланды                                             | Антон Прилепов Беларусь                                         |
| Командное первенство      | Украина · Георгий Иваницкий · Маркиян Ивашко · Виктор Рубан | Испания · Мигель Альвариньо · Хуан Игнасио Родригес · Антонио Фернандес | Нидерланды · Рик ван дер Вен · Шеф ван ден Берг · Митх Дилеманс |

#### Женщины
| Дисциплина                | Золото                                                        | Серебро                                                             | Бронза                                                             |
| ------------------------- | ------------------------------------------------------------- | ------------------------------------------------------------------- | ------------------------------------------------------------------ |
| Индивидуальное первенство | Карина Винтер Германия                                        | Мая Ягер Дания                                                      | Алисия Марин Испания                                               |
| Командное первенство      | Италия · Наталья Валеева · Гвендалина Сартори · Элена Тонетта | Беларусь · Анна Марусова · Екатерина Мулюк-Тимофеева · Алёна Толкач | Украина · Лидия Сиченикова · Вероника Марченко · Анастасия Павлова |

#### Смешанная команда
| Золото                                   | Серебро                                     | Бронза                                         |
| Италия · Наталья Валеева · Мауро Несполи | Грузия · Хатуна Нариманидзе · Лаша Пхакадзе | Украина · Лидия Сиченикова · Георгий Иваницкий |

## Спортивные объекты
| Республиканский стадион имени Тофика Бахрамова |
| ---------------------------------------------- |
| Место проведения соревнований                  |
| Вместимость: 31 200                            |